# Niemcy galicyjscy

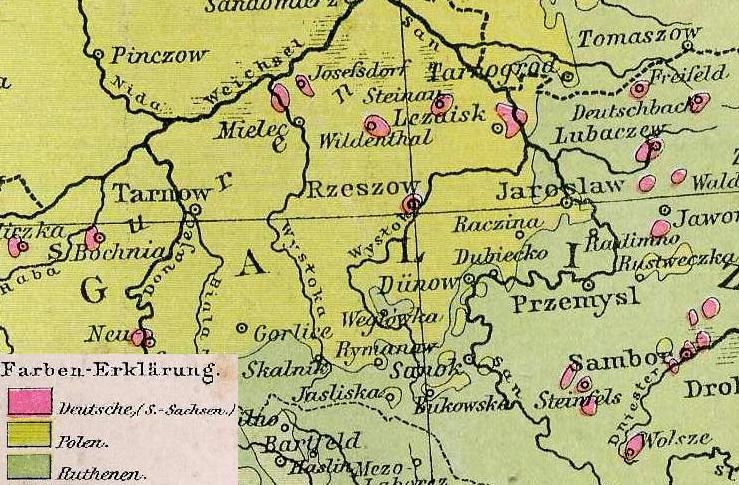
Niemieckie enklawy językowe na terenie Galicji środkowej, mapa z roku 1880

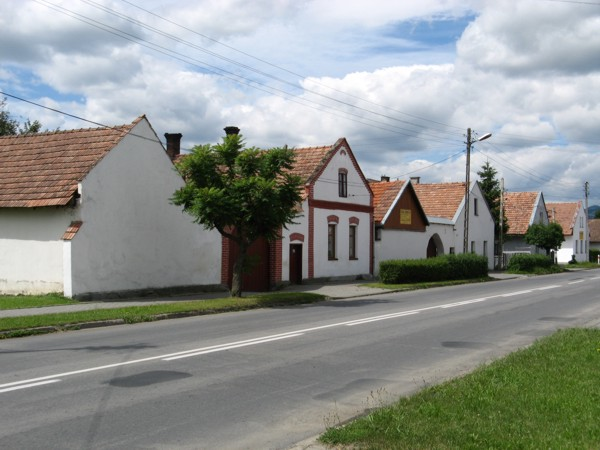
Zabudowa Gołkowic Dolnych z czasów kolonizacji józefińskiej

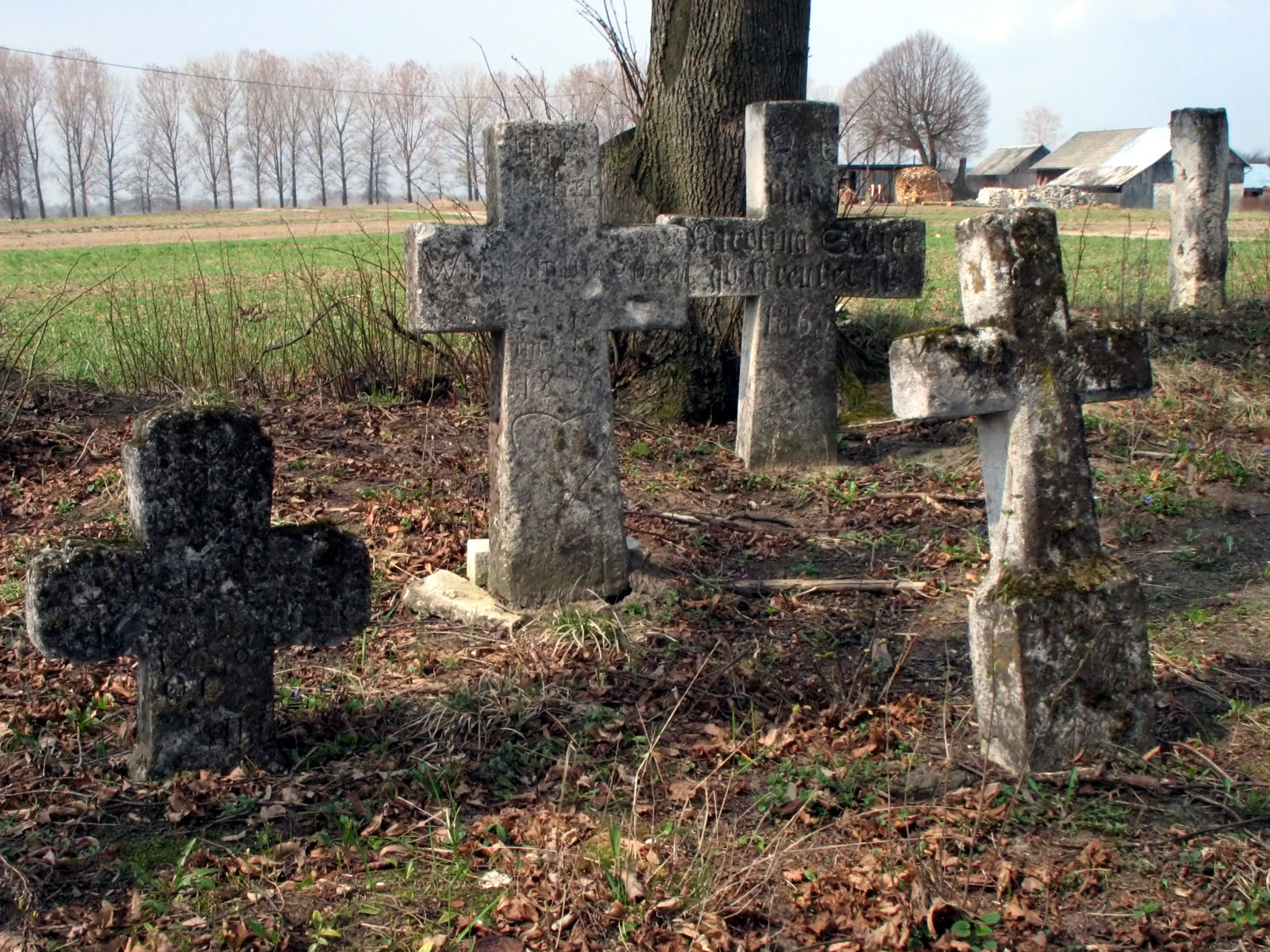
Cmentarz ewangelicki w Nowym Bruśnie z nagrobkami galicyjskich Niemców

Niemcy galicyjscy (niem. Galiziendeutsche) – mniejszość narodowa, zamieszkała na terytorium Galicji, prowincji państwa Habsburgów powstałej w wyniku I rozbioru Polski, a sukcesywnie na terytorium czterech województw II Rzeczypospolitej: krakowskiego, lwowskiego, tarnopolskiego i stanisławowskiego. Osady niemieckie istniały do czasów II wojny światowej. Część Niemców galicyjskich wyjechała w styczniu 1940 w ramach niemieckiej akcji przesiedleńczo-kolonizacyjnej Heim ins Reich po wkroczeniu na te tereny Armii Czerwonej, na podstawie niemiecko-radzieckiego porozumienia o wymianie ludności; większość pozostałych wraz z cofającym się Wehrmachtem w latach 1944–1945.

## Historia
Pierwsza fala osadnictwa niemieckiego na obszarze przyszłej Galicji nastąpiła w późnym średniowieczu. Część wsi i miast lokowanych na tzw. prawie niemieckim została założona przez osadników niemieckich. Osadników niemieckich pomiędzy Wisłoką a Sanem nazywano Głuchoniemcami.
Do czasów rozbiorów Głuchoniemcy w znacznym stopniu ulegli polonizacji. W momencie powstania Galicji skupiskiem ludności niemieckojęzycznej była położona na zachodnim krańcu Biała z Lipnikiem, natomiast na wschodnim krańcu powstała około 1750 nowożytna kolonia Zaleszczyki, która jednak do 1772 częściowo się wyludniła. W październiku 1774 cesarzowa Maria Teresa Habsburg wydała patent kolonizacyjny, który miał zachęcić do osiedlenia się rzemieślniczą ludność niemiecką w miastach. Przyniósł on jednak niewielkie efekty. Intensywna kolonizacja ludności niemieckiej nastąpiła za rządów cesarza Józefa II. W Galicji osiedliło się wówczas ponad 3200 rodzin niemieckich, około 14 400 osób.
Kolonizacja józefińska zakończyła się jeszcze przed 1790, jednak potomkowie kolonistów józefińskich zakładali z czasem następne, nieliczne osady, np. Bagińszczyzna/Baginsberg koło Kołomyi w 1818. W latach 1802–1805 odbyła się kolejna akcja kolonizacyjna, podczas której ponad 1200 dalszych rodzin, a w latach 1811–1848 dołączyło kolejnych 400 rodzin. W latach 20. i 30. XIX wieku koło Stryja i w Beskidach Skolskich powstały osady założone przez nowych osadników, takie jak: Felizienthal (Dolnówka), Annaberg (Nagórne), Karlsdorf, Mallmannsthal. Część osad niemieckich do końca XIX wieku spolonizowała się, szczególnie w Galicji Zachodniej, większą żywotność wykazały kolonie w Galicji Wschodniej. Z biegiem czasu zwiększyła się również liczebność Niemców w miastach galicyjskich.
Według austriackiego spisu ludności z 1900 w Galicji mieszkało 212 327 osób posługujących się językiem niemieckim (na 7849261 mieszkańców, czyli 2,7%), przy czym jako swój język podawała go również część galicyjskich Żydów, jako że spis nie przewidywał podania spokrewnionego z nim języka jidysz. Jako niemieckojęzycznych zakwalifikowano również mieszkańców Wilamowic posługujących się językiem wilamowskim.